# Marcantonio VII Colonna
Marcantonio VII Colonna (Roma, 25 luglio 1881 – Roma, 9 marzo 1947) è stato un principe italiano.

## Biografia

### Infanzia
Marcantonio Colonna nasce a Roma il 25 luglio 1881 a palazzo Colonna, figlio di Fabrizio Colonna e di sua moglie Olimpia Doria Landi Pamphili.

### Matrimonio
Marcantonio sposò a Roma l'8 luglio 1909 Isabelle Sursock (1889-1984), figlia di una ricca famiglia di banchieri libanesi, che per il suo carisma veniva chiamata la "Viceregina d'Italia".

### Ascesa
Fu XVII principe di Paliano e capo della casata, ricoprendo la carica di colonnello di casa Colonna, nonché penultimo principe assistente al Soglio pontificio assieme al principe Domenico Napoleone Orsini. Era il nonno paterno dell'attuale capo della casata Marcantonio VIII Colonna.

### Morte
Morì a Roma il 9 marzo 1947.

## Discendenza
Marcantonio VII Colonna e Isabelle Sursock ebbero:
- Donna Sveva Vittoria Colonna (Roma 6 dicembre 1910 – Imbersago 16 gennaio 1999), Nobile Romana e Patrizia Veneta la quale sposò il Duca Don Alfonso Falcò Principe Pio Duca di Nocera, 16º Marchese di Castel Rodri 17º Conte di Lumiares, gentiluomo da Camera del Re Alfonso XIII.
- Don Aspreno II Colonna (Roma 17 marzo 1916 – Roma 27 settembre 1987) il quale sposò la principessa Maria Milagros, figlia di Don Clemente dei Principi Del Drago.

## Ascendenza
|                                                               |                                                          |                                                                             | Genitori                                                                          |  |  | Nonni |  |  | Bisnonni                                    |  |  | Trisnonni                   |  |
|                                                               |                                                          |                                                                             |                                                                                   |  |  |       |  |  | Aspreno I Colonna, XIII principe di Paliano |  |  | Fabrizio Colonna di Paliano |  |
|                                                               |                                                          |                                                                             |                                                                                   |  |  |       |  |  | Aspreno I Colonna, XIII principe di Paliano |  |  | Fabrizio Colonna di Paliano |  |
|                                                               |                                                          | Bianca Maria III Doria, XI marchesa di Caravaggio                           |                                                                                   |  |  |       |  |  | Aspreno I Colonna, XIII principe di Paliano |  |  |                             |  |
| Giovanni Andrea I Colonna, XIV principe di Paliano            |                                                          |                                                                             |                                                                                   |  |  |       |  |  | Aspreno I Colonna, XIII principe di Paliano |  |  |                             |  |
|                                                               |                                                          | Maria Giovanna Cattaneo della Volta                                         | Augusto Cattaneo della Volta, V principe di San Nicandro                          |  |  |       |  |  |                                             |  |  |                             |  |
|                                                               |                                                          | Maria Giovanna Cattaneo della Volta                                         | Augusto Cattaneo della Volta, V principe di San Nicandro                          |  |  |       |  |  |                                             |  |  |                             |  |
|                                                               |                                                          | Maria Giovanna Cattaneo della Volta                                         | Teresa Colonna di Stigliano                                                       |  |  |       |  |  |                                             |  |  |                             |  |
| Fabrizio III Colonna, XVI principe di Paliano                 |                                                          | Maria Giovanna Cattaneo della Volta                                         |                                                                                   |  |  |       |  |  |                                             |  |  |                             |  |
|                                                               |                                                          | Pedro de Alcántara Álvarez de Toledo y Palafox, XVII duca di Medina Sidonia | Francisco de Borja Álvarez de Toledo Osorio y Gonzaga, XVI duca di Medina Sidonia |  |  |       |  |  |                                             |  |  |                             |  |
|                                                               |                                                          | Pedro de Alcántara Álvarez de Toledo y Palafox, XVII duca di Medina Sidonia | Francisco de Borja Álvarez de Toledo Osorio y Gonzaga, XVI duca di Medina Sidonia |  |  |       |  |  |                                             |  |  |                             |  |
|                                                               |                                                          | Pedro de Alcántara Álvarez de Toledo y Palafox, XVII duca di Medina Sidonia | María Tomasa Palafox y Portocarrero                                               |  |  |       |  |  |                                             |  |  |                             |  |
| Isabella Álvarez de Toledo y Silva                            |                                                          | Pedro de Alcántara Álvarez de Toledo y Palafox, XVII duca di Medina Sidonia |                                                                                   |  |  |       |  |  |                                             |  |  |                             |  |
|                                                               |                                                          | Joaquina Maria del Pilar de Silva y Téllez-Girón                            | José Gabriel de Silva-Bazán y Waldstein, X marchese di Santa Cruz                 |  |  |       |  |  |                                             |  |  |                             |  |
|                                                               |                                                          | Joaquina Maria del Pilar de Silva y Téllez-Girón                            | José Gabriel de Silva-Bazán y Waldstein, X marchese di Santa Cruz                 |  |  |       |  |  |                                             |  |  |                             |  |
|                                                               |                                                          | Joaquina Maria del Pilar de Silva y Téllez-Girón                            | Joaquina Téllez-Girón y Pimentel                                                  |  |  |       |  |  |                                             |  |  |                             |  |
| Marcantonio VII Colonna, XVII principe di Paliano             |                                                          | Joaquina Maria del Pilar de Silva y Téllez-Girón                            |                                                                                   |  |  |       |  |  |                                             |  |  |                             |  |
|                                                               | Luigi Giovanni Doria-Pamphilj-Landi, X principe di Melfi | Andrea Doria-Pamphilj-Landi, IX principe di Melfi                           |                                                                                   |  |  |       |  |  |                                             |  |  |                             |  |
|                                                               | Luigi Giovanni Doria-Pamphilj-Landi, X principe di Melfi | Andrea Doria-Pamphilj-Landi, IX principe di Melfi                           |                                                                                   |  |  |       |  |  |                                             |  |  |                             |  |
|                                                               | Luigi Giovanni Doria-Pamphilj-Landi, X principe di Melfi | Leopolda di Savoia-Carignano                                                |                                                                                   |  |  |       |  |  |                                             |  |  |                             |  |
| Filippo Andrea V Doria-Pamphili-Landi, XIII principe di Melfi | Luigi Giovanni Doria-Pamphilj-Landi, X principe di Melfi |                                                                             |                                                                                   |  |  |       |  |  |                                             |  |  |                             |  |
|                                                               |                                                          | Teresa Orsini di Gravina                                                    | Domenico Orsini di Gravina                                                        |  |  |       |  |  |                                             |  |  |                             |  |
|                                                               |                                                          | Teresa Orsini di Gravina                                                    | Domenico Orsini di Gravina                                                        |  |  |       |  |  |                                             |  |  |                             |  |
|                                                               |                                                          | Teresa Orsini di Gravina                                                    | Faustina Caracciolo di Torella                                                    |  |  |       |  |  |                                             |  |  |                             |  |
| Olimpia Doria-Pamphili-Landi                                  |                                                          | Teresa Orsini di Gravina                                                    |                                                                                   |  |  |       |  |  |                                             |  |  |                             |  |
|                                                               |                                                          | John Talbot, XVI conte di Shrewsbury                                        | John Joseph Talbot                                                                |  |  |       |  |  |                                             |  |  |                             |  |
|                                                               |                                                          | John Talbot, XVI conte di Shrewsbury                                        | John Joseph Talbot                                                                |  |  |       |  |  |                                             |  |  |                             |  |
|                                                               |                                                          | John Talbot, XVI conte di Shrewsbury                                        | Catherine Clifton                                                                 |  |  |       |  |  |                                             |  |  |                             |  |
| Mary Alathea Beatrix Talbot                                   |                                                          | John Talbot, XVI conte di Shrewsbury                                        |                                                                                   |  |  |       |  |  |                                             |  |  |                             |  |
|                                                               |                                                          | Maria Theresa Talbot                                                        | William Talbot                                                                    |  |  |       |  |  |                                             |  |  |                             |  |
|                                                               |                                                          | Maria Theresa Talbot                                                        | William Talbot                                                                    |  |  |       |  |  |                                             |  |  |                             |  |
|                                                               |                                                          | Maria Theresa Talbot                                                        | Mary Toole                                                                        |  |  |       |  |  |                                             |  |  |                             |  |
|                                                               |                                                          | Maria Theresa Talbot                                                        |                                                                                   |  |  |       |  |  |                                             |  |  |                             |  |